# Teatre musical de Kaunas
El Teatre musical de Kaunas (en lituà: Kauno muzikinis teatras) és el teatre musical situat a la ciutat de Kaunas, al país europeu de Lituània. Es va establir el 27 de novembre de 1940 a l'ex Sala de teatre de l'Estat al costat de l'ALaisvės alėja (Bulevard de la llibertat). Durant algun temps presentava obres d'operetes a la major part de la seva programació. La decisió de construir el teatre de la ciutat de Kaunas va ser admesa el 1891, i la primera obra va ser posada en escena el 9 de gener de 1892. El neorenaixement va ser escollit com un estil per a l'edifici, que va ser construït a la plaça jardí. Era un edifici de dues plantes, amb una sala de 500 metres quadrats.
El teatre va ser reconstruït els anys 1922-1925, 1930-1933 i el 1980. L'exterior de l'edifici suposa arquitectura neobarroca, la sala es va ampliar a 763 llocs, i la tercera fila de balcons i la lògia central van ser afegides.